# Flores (Portugal)

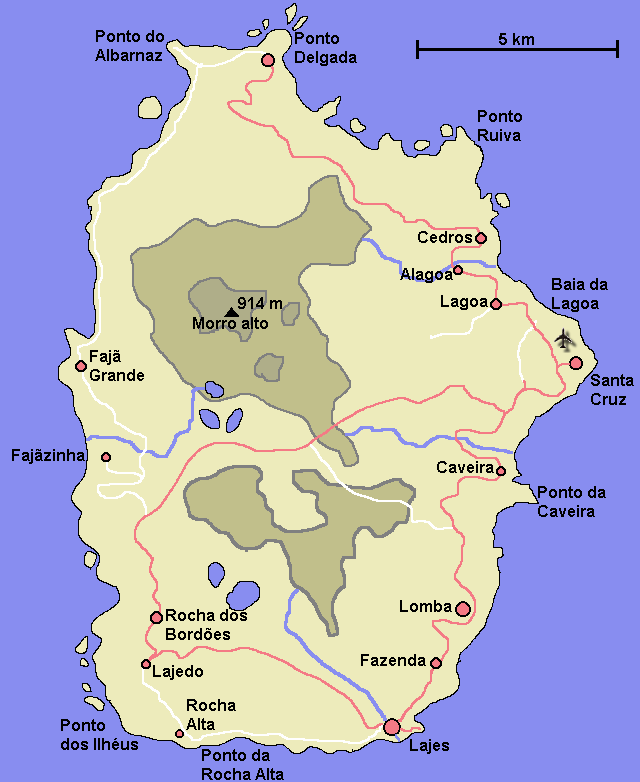
Karta över Flores.

Flores (Ilha das Flores) är en portugisisk ö som tillhör ögruppen Azorerna 1500 km väster om Portugal i Atlanten. Tillsammans med Corvo tillhör den västra gruppen i Azorerna. 
Flores är 143 km² stort och har ett invånarantal på 3995 personer. Öns form liknar Sardiniens, men Flores är bara 17 km lång och 12,5 km bred.
Cirka 1 km väster om ön ligger den lilla klippön Monchiqueön som är världsdelen Europas västligaste plats.
Orter på Flores är Santa Cruz, Lajes, Fajãzinha och Fajã Grande.

## Historia
Flores siktades första gången 1452 när dess upptäckare Diogo de Teive steg i land. Han döpte ön till São Tomás, men namnet ändrades senare till Santa Iria. Ännu senare fick ön det namnet Flores, som betyder blommor på portugisiska. Det finns ingen ö i Azorerna som är så blomsterrik, vilket beror på dess läge och dess nederbörd. De första kolonisatörerna tröttnade snart på det isolerade läget och flyttade till São Jorge, men på 1500-talet började man att odla upp områden runt Santa Cruz och Lajes. 
Under långa perioder fick öborna klara sig helt själva och det kunde ta år mellan besöken från främmande fartyg. Men så ökade trafiken och handeln tog fart, vilket även gjorde att besöken av pirater blev vanligare.
På 1800-talet kom amerikanska valfångstskepp ofta på besök i farvattnen, då de bunkrade förnödenheter. Det skapades en tradition på Flores och grannön Corvo som handlade om att alltid ha de främsta valfångarna. När dessa sjömän tjänade sina pengar ombord, gjorde deras skicklighet att de ofta blev kaptener på fartygen.

## Turism
Flores har ett landskap som är utordentligt omväxlande och rikt. Vulkantoppar på drygt 900 meter på högplatån, lågland ner mot havet i ett böljande kullrikt landskap, med ett genombrott av en mängd vattendrag. Det finns markerat höglänta stränder, låglänta stränder, dalgångar och bergstoppar, men nästan överallt är det grönt, frodigt och färgmättat tack vare rik växtlighet och mängder av blommor. Hortensia växer naturligt här, men också många andra arter gör att ön ständigt blommar.